# César Arturo Ramos
César Arturo Ramos Palazuelos (* 15. Dezember 1983 in Culiacán) ist ein mexikanischer Fußballschiedsrichter.

## Laufbahn
Ramos ist seit 2002 Schiedsrichter, seit 2011 leitet er Spiele der Liga MX, Mexikos höchster Spielklasse. In der Saison 2013/14 amtierte er erstmals bei einem Endspiel um die Hinrundenmeisterschaft Apertura, als Club León FC CF América mit 2:0 schlagen konnte. Seitdem leitete er insgesamt sieben Endspiele um entweder die Hin- oder Rückrundenmeisterschaft. Im Copa México leitete er insgesamt drei Endspiele, erstmals 2013 bei der Paarung CF Atlante gegen CD Cruz Azul (2:4 n. E.) und dann erneut 2014 und 2018.
Internationaler Schiedsrichter ist er seit 2014. Sein internationales Debüt gab Ramos im selben Jahr bei einer Partie zwischen CD Olimpia und Alpha United FC im CONCACAF Champions Cup. Im Anschluss amtierte er bei den Zentralamerika- und Karibikspielen 2014 in Veracruz. 2017 leitete er das entscheidende Rückspiel um die CONCACAF Champions League im rein mexikanischen Duell zwischen CF Pachuca und UANL Tigres. In der Saison 2019 kam er auch zu einem Finaleinsatz in der CONCACAF League, dem zeitweilig zweitwichtigsten CONCACAF-Wettbewerb für Vereinsmannschaften. Durch ein 0:0 im Rückspiel sicherte sich CD Saprissa die Trophäe gegen CD Motagua.
Bisher nahm Ramos an vier Ausgaben des CONCACAF Gold Cups teil, zuerst 2015, zuletzt 2023. 2019 nahm er als Gastschiedsrichter an der Fußball-Asienmeisterschaft 2019 in den Vereinigten Arabischen Emiraten teil, 2024 amtierte er bei der Copa América 2024 in den USA. Damit ist er gemeinsam mit Gamal al-Ghandour der einzige Schiedsrichter, der Spielleitungen bei drei verschiedenen Kontinentalmeisterschaften zu verzeichnen hat.
Erste Erfahrungen bei interkontinentalen Turnieren sammelte er bei den U-20-Fußball-Weltmeisterschaften 2015 und 2017 sowie beim olympischen Fußballturnier 2016 in Rio de Janeiro. Im Jahr 2017 vertrat er die mittelamerikanische Konföderation bei der FIFA-Klub-WM, wo er das Endspiel zwischen Real Madrid und Grêmio Porto Alegre leitete (Endstand 1:0). bei der Fußball-Weltmeisterschaft 2018 in Russland leitete er drei Spiele. Auch beim Weltturnier vier Jahre später in Katar kam Ramos zum Einsatz, vier Spielleitungen, darunter ein Halbfinale stehen hier zu Buche.

## Einsätze bei Turnieren

### Einsätze beim olympischen Fußballturnier 2016
| Phase        | Datum           | Spielort  | Heimmannschaft | Gastmannschaft | Ergebnis  |
| ------------ | --------------- | --------- | -------------- | -------------- | --------- |
| Gruppenphase | 4. August 2016  | Brasília  | Irak           | Dänemark       | 0:0       |
| Gruppenphase | 10. August 2016 | São Paulo | Kolumbien      | Nigeria        | 2:0 (1:0) |

### Einsätze bei der Fußball-Weltmeisterschaft 2018
| Phase        | Datum         | Spielort      | Heimmannschaft | Gastmannschaft | Ergebnis  |
| ------------ | ------------- | ------------- | -------------- | -------------- | --------- |
| Gruppenphase | 17. Juni 2018 | Rostow am Don | Brasilien      | Schweiz        | 1:1 (1:0) |
| Gruppenphase | 24. Juni 2018 | Kasan         | Polen          | Kolumbien      | 0:3 (0:1) |
| Achtelfinale | 30. Juni 2018 | Sotschi       | Uruguay        | Portugal       | 2:1 (1:0) |

### Einsätze bei der Fußball-Asienmeisterschaft 2019
| Phase        | Datum           | Spielort  | Heimmannschaft | Gastmannschaft     | Ergebnis  |
| ------------ | --------------- | --------- | -------------- | ------------------ | --------- |
| Gruppenphase | 10. Januar 2019 | Abu Dhabi | Indien         | Ver. Arab. Emirate | 0:2 (0:1) |
| Gruppenphase | 15. Januar 2019 | al-Ain    | Australien     | Syrien             | 3:2 (1:1) |
| Achtelfinale | 20. Januar 2019 | Abu Dhabi | Iran           | Oman               | 2:0 (2:0) |
| Halbfinale   | 29. Januar 2019 | Abu Dhabi | Katar          | Ver. Arab. Emirate | 4:0 (2:0) |

### Einsätze bei der Fußball-Weltmeisterschaft 2022
| Phase        | Datum             | Spielort  | Heimmannschaft | Gastmannschaft | Ergebnis  |
| ------------ | ----------------- | --------- | -------------- | -------------- | --------- |
| Gruppenphase | 22. November 2022 | ar-Rayyan | Dänemark       | Tunesien       | 0:0       |
| Gruppenphase | 27. November 2022 | Doha      | Belgien        | Marokko        | 0:2 (0:0) |
| Achtelfinale | 6. Dezember 2022  | Lusail    | Portugal       | Schweiz        | 6:1 (2:0) |
| Halbfinale   | 14. Dezember 2022 | al-Chaur  | Frankreich     | Marokko        | 2:0 (1:0) |

### Einsätze bei der Copa América 2024
| Phase        | Datum         | Spielort    | Heimmannschaft | Gastmannschaft | Ergebnis  |
| ------------ | ------------- | ----------- | -------------- | -------------- | --------- |
| Gruppenphase | 24. Juni 2024 | Los Angeles | Brasilien      | Costa Rica     | 0:0       |
| Gruppenphase | 29. Juni 2024 | Miami       | Argentinien    | Peru           | 2:0 (0:0) |
| Halbfinale   | 10. Juli 2024 | Charlotte   | Uruguay        | Kolumbien      | 0:1 (0:1) |

## Persönliches
Ramos studierte bis 2006 an der Universidad del Valle in Cuernavaca und erwarb dort einen Abschluss in Journalistik. Er ist verheiratet und hat mit seiner Frau zwei Töchter.